# Tankred-Dorst-Preis
Der Tankred-Dorst-Preis ist ein deutscher Drehbuchpreis.

## Beschreibung
Benannt nach dem deutschen Dramatiker und Schriftsteller Tankred Dorst, wird der Tankred-Dorst-Preis einmal jährlich am Filmfest München vergeben. Ausgezeichnet wird ein herausragendes Drehbuch des jeweiligen Jahrganges der DrehbuchWerkstatt München. Dafür nominiert das Kollegium von Leitung und Buchbetreuern der DrehbuchWerkstatt München drei Drehbücher der Stipendiaten. Eine unabhängige Jury wählt daraus den Preisträger.
Der Preis wurde erstmals für den 10. Jahrgang (1998/99) verliehen und ist mit 3.000 Euro dotiert. Der Preis gilt als einer der wichtigsten Drehbuchpreise für angehende Drehbuchautoren.

## Preisträger
| Jahr | Preisträger                                                                                                   | Titel                                       | Jury                                                                  |
| ---- | --- | ------------------------------------------- | --------------------------------------------------------------------- |
| 1999 | Ursula Mauder                                                                                                 | „Geschwister Trakl“                         | Tankred Dorst, Gabriela Sperl, Jakob Claussen, Günter Rohrbach        |
| 2000 | Franziska Riemann                                                                                             | Die Hunde sind schuld                       | Tankred Dorst, Georg Feil, Bettina Reitz, Gabriela Sperl              |
| 2001 | Beatrice Dossi, Petra Mistry                                                                                  | „Salon Brasil“, „Die Farben des Lichts“     | Tankred Dorst, Gabriela Sperl, Gloria Burkert, Klaus Schaefer         |
| 2002 | Michael Wildenhain                                                                                            | Ins Offene                                  | Tankred Dorst, Gabriela Sperl, Molly von Fürstenberg, Andreas Gruber  |
| 2003 | Florian Hanig                                                                                                 | Folgeschäden                                | Tankred Dorst, Hubert von Spreti, Sabine Holtgreve, Friedrich Ani     |
| 2004 | Robert Seethaler                                                                                              | Heartbreakin                                | Tankred Dorst, Klaus Schreyer, Hans Steinbichler, Bettina Ricklefs    |
| 2005 | Matthias Kiefersauer                                                                                          | Baching                                     | Tankred Dorst, Hubert von Spreti, Andreas Gruber, Eckhart Schmidt     |
| 2006 | Nue Amman | Alzbeta                                     | Kathrin Richter, Michael Verhoeven, Sven Burgemeister                 |
| 2007 | Marianne Wendt                                                                                                | Hälfte des Lebens                           | Barbara Häbe, Liliane Targownik, Quirin Berg                          |
| 2008 | Sönke Andresen                                                                                                | Dustbuster                                  | Maria Furtwängler, Michael Gutmann, Friedrich Ani                     |
| 2009 | Stanislav Güntner                                                                                             | Nemez                                       | Alexandra Kordes, Udo Wachtveitl, Benedikt Röskau                     |
| 2010 | Christoph Busche                                                                                              | Bis sie wiederkommt                         | Florian David Fitz, Sherry Hormann, Molly von Fürstenberg             |
| 2011 | Elena von Saucken                                                                                             | Coconut Hero                                | Simon Verhoeven, Jeanette Hain, Ariela Bogenberger                    |
| 2012 | Stefan Linn                                                                                                   | Backfire Effects                            | Uli Limmer, Ulrike Folkerts, Michaela Kezele                          |
| 2013 | Angela Gilges                                                                                                 | Solo für Ann                                | Veronica Ferres, Robert Seethaler, Ewa Karlström                      |
| 2014 | Eva Kranenburg                                                                                                | Die denkwürdigen Erlebnisse meines Vaters   | Lena Schömann, Marcus H. Rosenmüller, Christian Bach                  |
| 2015 | Olivia Vieweg                                                                                                 | Endzeit                                     | Götz Otto, Viola Jäger, Tomasz Emil Rudzik                            |
| 2016 | Frédéric Hambalek                                                                                             | Das schlafende Mädchen                      | Annie Brunner, Jan Schomburg, Susanne Hermanski                       |
| 2017 | Steffi Hensel                                                                                                 | Die Rote Pumpe                              | Oliver Berben, Anca Miruna Lăzărescu, Daniel Speck                    |
| 2018 | Peter Meister                                                                                                 | Das schwarze Quadrat                        | Eva Kranenburg, Nana Neul, Ralf Zimmermann                            |
| 2019 | Marcus Pfeiffer                                                                                               | Beckenrand Sheriff                          | Natalie von Lambsdorff, Kristina Magdalena Henn, Michael Krummenacher |
| 2020 | ex aequo: - als Writers‘ Room: Konstantin Achmed Bürger, Markus Simon, Lu Traumann, Ania Wiesen - Caro Ellert | - Courage (Headautor: Johannes Betz) - Adam | Drehbuch-Betreuer*innen der 31. Drehbuchwerkstatt München             |
| 2021 | Sandin Puce                                                                                                   | Lika                                        | Peter Meister, Julia Rappold, Tobias Walker                           |
| 2022 | Natalie Zoghbi                                                                                                | She got to go                               | Caro Ellert, Max Fey, Susanne Freyer                                  |